# Ligusticum lucidum
Ligusticum lucidum är en flockblommig växtart som beskrevs av Philip Miller. Ligusticum lucidum ingår i släktet strandlokor, och familjen flockblommiga växter.

## Underarter
Arten delas in i följande underarter:
- L. l. cuneifolium
- L. l. liburnicum
- L. l. seguieri